# Santa Reparata

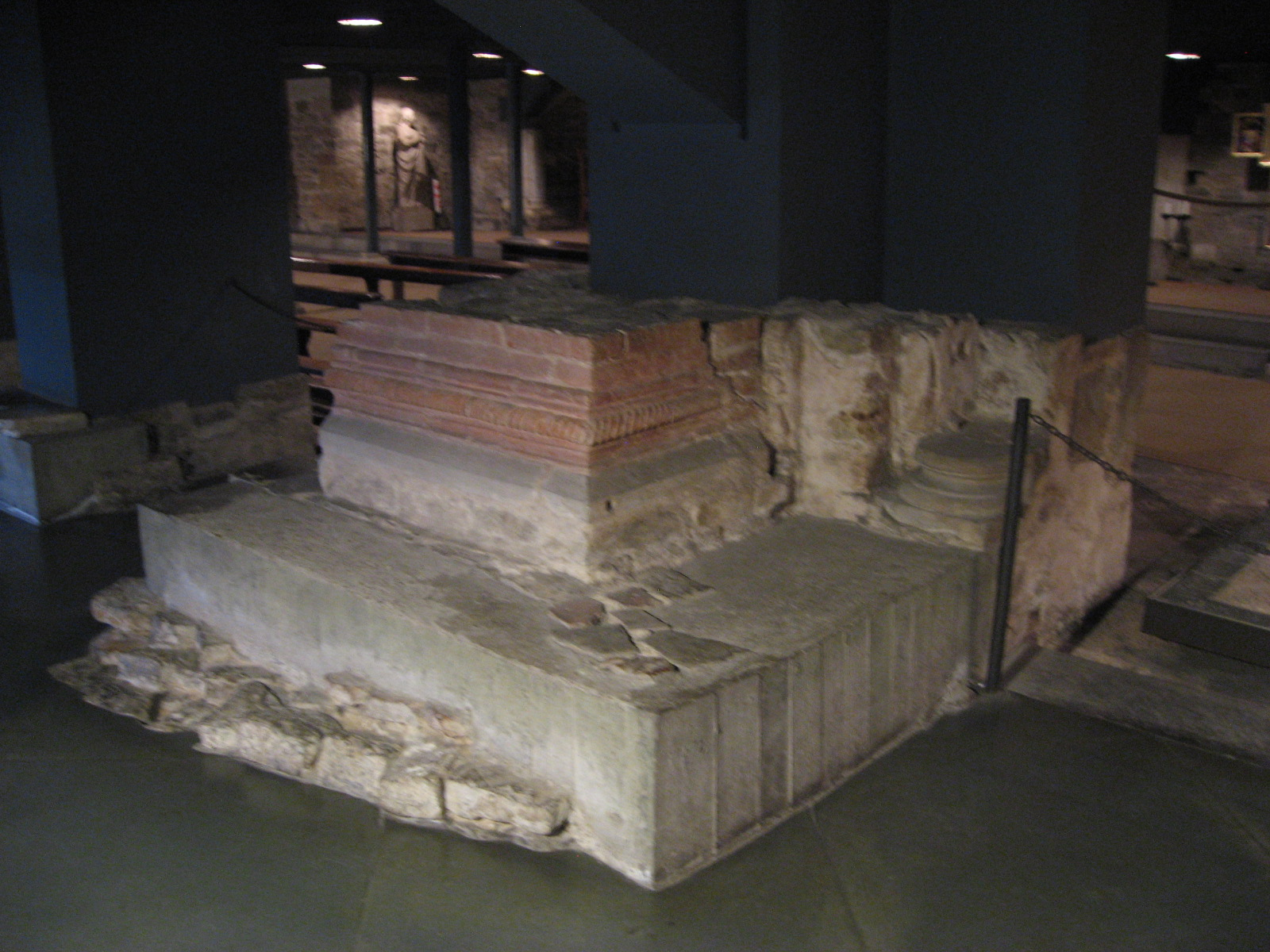
Los restos de santa Reparata en el subsuelo de la catedral de Florencia.

Santa Reparata fue la primera catedral de Florencia (Italia), sobre la cual se erigió Santa María del Fiore en 1292. Su nombre hace referencia a santa Reparata, una de las primeras vírgenes mártires, que es la copatrona de Florencia.
Gracias a las excavaciones llevadas a cabo entre 1966 y 1973 fue posible reconstruir la planta de dicha iglesia, haciendo también unos interesantes descubrimientos. Hoy en día se pueden visitar las excavaciones mediante un acceso desde la catedral.
La iglesia albergaba además las tumbas de los papas Esteban IX y Nicolás II, de los obispos de Florencia y de algunas personalidades, como Giotto o Filippo Brunelleschi, descubierta en 1972.

## Historia
Desde el siglo III había una zona al norte de Florencia dedicada al culto cristiano. Desde esa época y hasta la Edad Media representó el centro religioso más importante de la ciudad. A partir del siglo VI, se llevó a cabo un complejo de edificios llamado el Eje Sagrado en dirección este-oeste (de la Piazza dell'Olio a la actual área de la ábside del Duomo), que fue considerado tradicionalmente el área de culto en la antigüedad tardía, protegida por las murallas romanas existentes. El lugar incluye el palacio del obispo, el Baptisterio de San Giovanni, un hospital, una casa parroquial, un cementerio y tres iglesias: Vescovo Salvatore, San Michele Visdomini y Santa Reparata.
El punto principal en el eje sagrado fue esta última, un edificio sacro de origen paleocristiano que probablemente fue la primera construcción de este complejo de edificios. Los huesos de san Zenobio (nacido alrededor de 328) fueron trasladados a Santa Reparata en un momento no identificado (según la mayoría de los científicos esto sucedió probablemente durante el siglo IX). En este momento Santa Reparata se convirtió en la nueva sede del obispo, que hasta ese momento había sido en Basílica de San Lorenzo.

## Leyendas sobre el origen

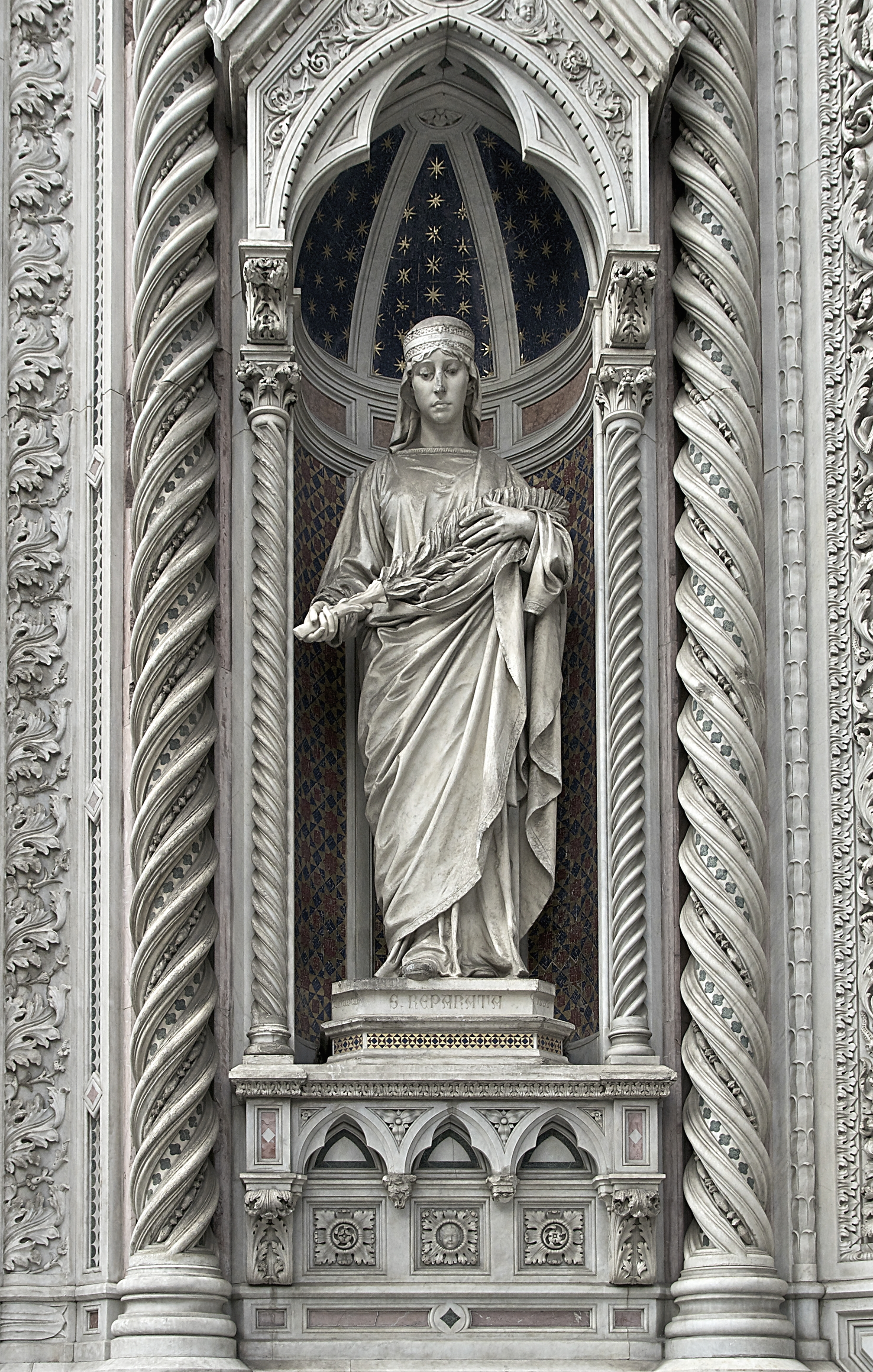
Estatua de santa Reparata en el portal central de la catedral de Florencia.

Las más antiguas leyendas se relacionan con un solo evento, la invasión de los ostrogodos bajo las órdenes de Radagaiso:
- La iglesia de Santa Reparata fue construida para celebrar la victoria sobre Radagaiso en el día de santa Reparata, que ocurrió durante el reinado del emperador Flavio Augusto Honorio (395-423).
- Una variante de la anterior leyenda dice que la iglesia ya existía antes de la batalla aunque dedicada a san Salvador. El nombre del edificio fue cambiado tras la llegada de Radagaiso.
- La tercera leyenda hace referencia al traslado de los restos de san Zenobio desde San Lorenzo hasta la iglesia de Santa Reparata, y data este evento en el año 430. De esta forma, el edificio debería existir para ese entonces.

Esta última leyenda es importante para la datación del edificio. Sin embargo, el episodio de la transferencia de los restos del santo está fechado en el siglo IX por la mayoría de los científicos. Esto se debe a que la versión según la cual el traslado se realizó en el siglo V, está basada en un relato del obispo Andrea, quien a su vez atribuye la leyenda a una biografía del santo realizada por el obispo milanés Simpliciano. Finalmente, esta biografía resultó ser una falsificación escrita alrededor de 1130.
A pesar de que no existe una prueba clara, en general, los historiadores datan el traslado de los restos a la iglesia en el siglo IX basándose en los escritos del obispo Andrea.
Tampoco las otras dos leyendas sobre el origen se basan en pruebas sólidas. La victoria sobre Radagaiso ocurrió en agosto del 405 o del 406, pero la celebración de santa Reparata tiene lugar 8 de octubre. En cualquier caso, en 1353 las autoridades locales, la Signoria, aceptaron oficialmente la leyenda de que la iglesia fue construida en honor de santa Reparata.

## Excavaciones
Se llevaron a cabo seis campañas de excavación entre los años 1965 y 1973 para encontrar los restos de la iglesia de santa Reparata. Una última excavación entre el baptisterio y la escalera de la cúpula se llevó a cabo desde 1971 hasta 1972.
El descubrimiento de los restos de dicha iglesia entregó la evidencia más clara de la era cristiana primitiva en Florencia, la cual no había sido bien documentada hasta ese momento. Las aportaciones anteriores incluían las excavaciones de Santa Felicita realizadas en 1948, las notas sobre la Basílica de San Lorenzo citadas por Paolino da Milano en su biografía de Abrosius, algunas lápidas y sarcófagos, pero poco más.
Las excavaciones fueron estudiadas por el canadiense Franklin Toker y por Guido Morozzi, quienes publicaron sus resultados. Toker basó su trabajo en los estudios realizados por el arqueólogo E. Galli durante las dos primeras décadas del siglo XIX, continuando los estudios comparativos comenzados por este con tumbas que fueron descubiertas en el área antes del baptisterio. Aunque estas tumbas ya no se exhiben, hay publicaciones acerca de esta investigación. Tras leer las conclusiones de Toker, Alberto Busignani encontró varias inconsistencias que cuestionan la datación basada en las tumbas. Es más seguro basar la investigación para la datación en las monedas encontradas en suelo romano entre las capas de Santa Reparata.
Todas las monedas encontradas pertenecían a un período de tiempo comprendido entre el emperador Gordiano III (de 238 a 244) y el reinado del emperador Honorio (395-423). Se encontró también un objeto de cristal, una copa con forma de "S",  en una tumba que se insertó en el pavimento de mosaico de la basílica, cuya fecha es por tanto posterior a la del propio mosaico. A modo de comparación con los hallazgos análogos que tienen pruebas fiables para su datación, la copa está fechada a finales del siglo VII como máximo. Por último, con respecto a estos hallazgos en suelo romano, se puede decir que han de ser de fecha anterior al siglo IV. También se puede concluir que, a finales del siglo VII u VIII el mosaico del suelo necesitaba ser renovado al menos parcialmente ya que el objeto de cristal encontrado se hallaba en una tumba que se situó en una zona donde del piso con huecos. Esto de acuerdo a Busignani, es evidencia suficiente para sostener que la basílica fue construida a finales del siglo IV o durante las primeras décadas del siglo siguiente, después de la victoria del ejército romano sobre Radagaiso.

### Plano de la primera iglesia

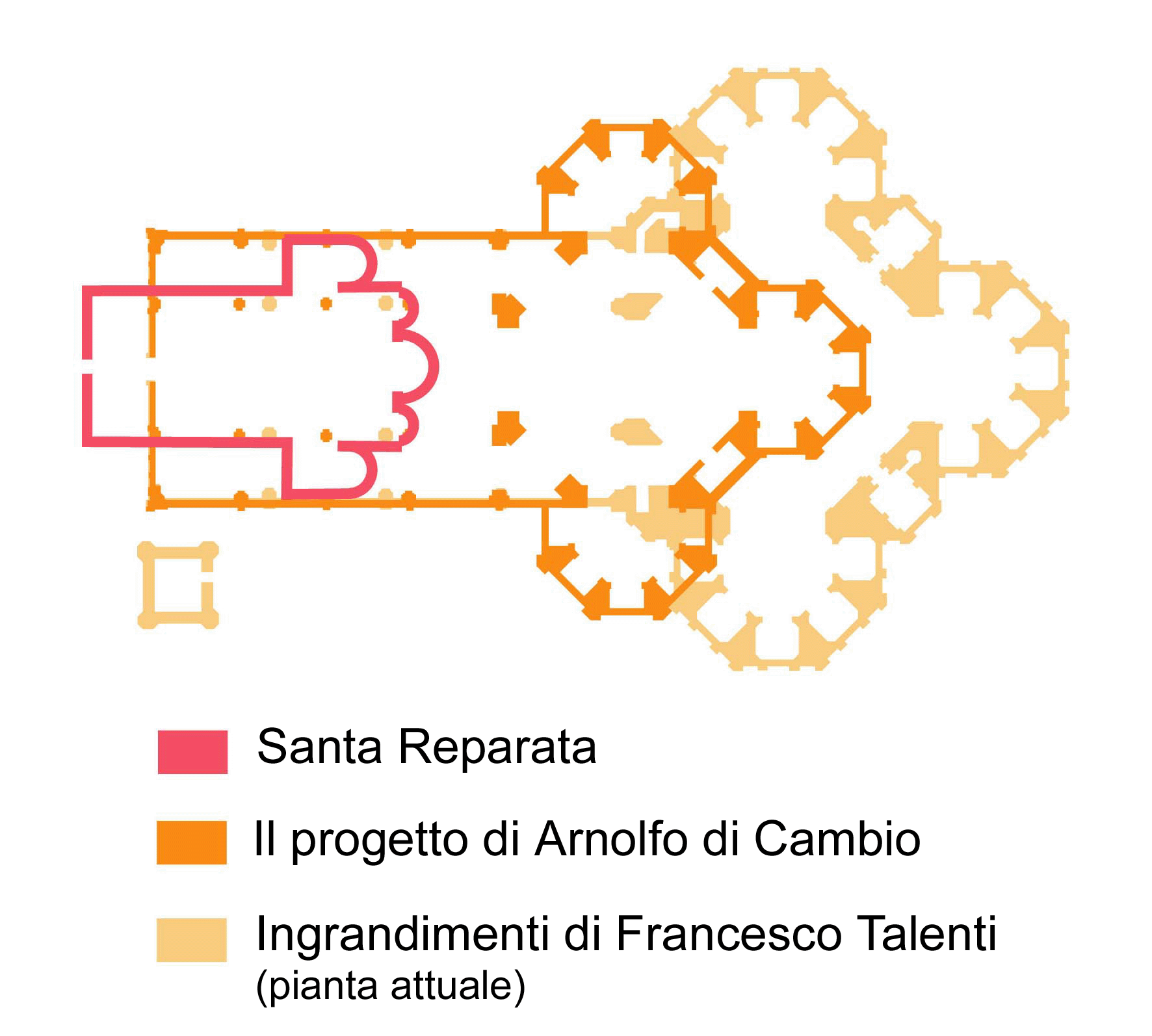
Plan de Santa Reparata (en rosa), con extensiones adicionales de la catedral de Florencia, levantada sobre la misma

Las excavaciones arrojaron algo de luz sobre el plano de la primera iglesia que contó con el gran mosaico. También los cambios que se realizaron posteriormente a las reconstrucciones y basados esa misma planta. En su configuración original, Santa Reparata se presenta como una basílica de tres naves separadas por catorce pares de columnas. Sus ábsides eran semicirculares, pudiendo datarse de finales del siglo IV a causa de la iconografía paleocristiana común en las basílicas de la época de Constantino. En Florencia, se encontrarían con esta misma iconografía la iglesia de Santa Felicita, y probablemente algunas obras en San Lorenzo.
No está claro si las columnas poseían arcos o un entablamento, aunque debido a la anchura del espacio entre las columnas (3,19 metros) es más probable lo primero. No toda la basílica fue excavada; la primera parte, fue desenterrada bajo la plaza y la escalera de la actual Santa María del Fiore.

### Dimensiones
Esta conclusión se debe al hallazgo de los cimientos y las arcadas que se encontraban unidos a la parte delantera de Santa Reparata a una distancia de 13 m desde la fachada de la cúpula. Las medidas de Santa Reparata parecían ser notables: una longitud de 58,5& m en el interior incluyendo el ábside; una anchura de 25 a26 m hasta la pared oblicua norte. Comparándola con la actual catedral, Santa María del Fiore tiene 153 m de longitud, unos 38 m de anchura, la longitud del transepto es de 90 m, la altura hasta el linterna es 86,7 m.

### Mosaico del pavimento

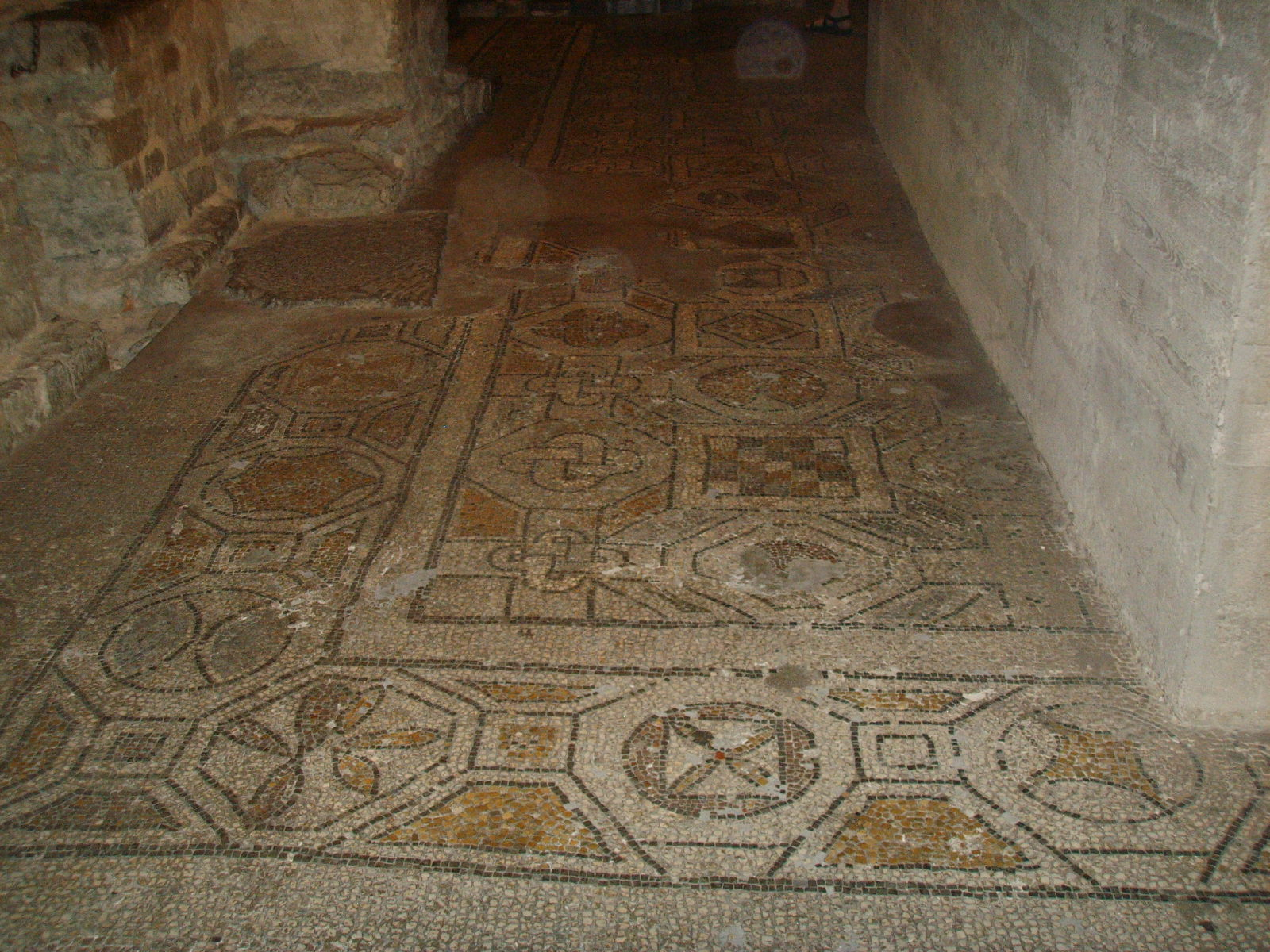
Parte del mosaico excavado

El hallazgo más significativo realizado durante las excavaciones es el gran mosaico que cubría el suelo de santa Reparata. Se encontraron restos de él en la nave izquierda, en la mayor parte de la nave central y también en la nave derecha. Hay yuxtapuestos diseños diferentes entre los que destacan las habituales rosetas de cuatro hojas situadas dentro de círculos u octógonos, también acompañados de otros símbolos cristianos como cruces latinas o cálices. Aparecen también complicados escudos de armas con rombos en la mayor parte de la nave central, donde también aparecen inscritos los nombres de catorce mecenas. En el centro del panel contiguo, se encuentra una representación de notable calidad del emblema de un pavo real con el nombre del donante Obsequentius. 
En cuanto a los temas de diseño utilizados, se observan influencias del norte de África. Estos pueden explicarse por el hecho de que dicha cultura se había extendido no solo por Sicilia, también por gran parte del este del mar Mediterráneo y en particular en Siria. La extensión hasta Florencia se debe al gran número de comerciantes sirios que trabajaban y formaban parte del núcleo de población cristiana en la propia ciudad y seguían manteniendo relaciones con su país de origen.
Sin embargo, los motivos presentes en el pavimento pertenecen al repertorio habitual de la época imperial romana (por ejemplo, el nudo de Salomón también aparece en Florencia en los mosaicos del edificio en el baptisterio) y la yuxtaposición de diferentes paneles se encuentra en muchos ejemplos de la costa adriática.

### Florencia en el sigloIV

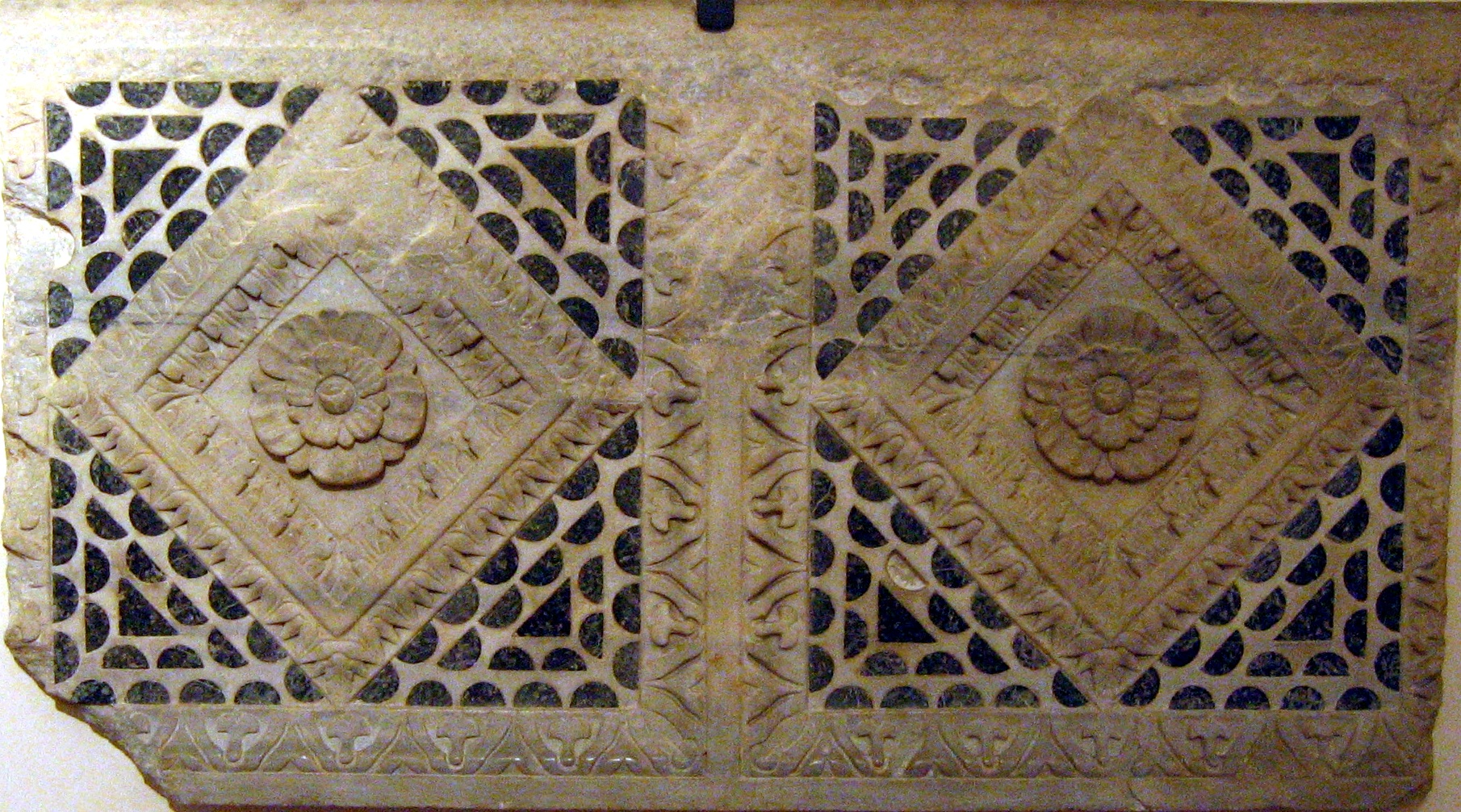
La pila bautismal de Santa Reparata fue preservado y está en exhibición en el Museo dell'Opera del Duomo.

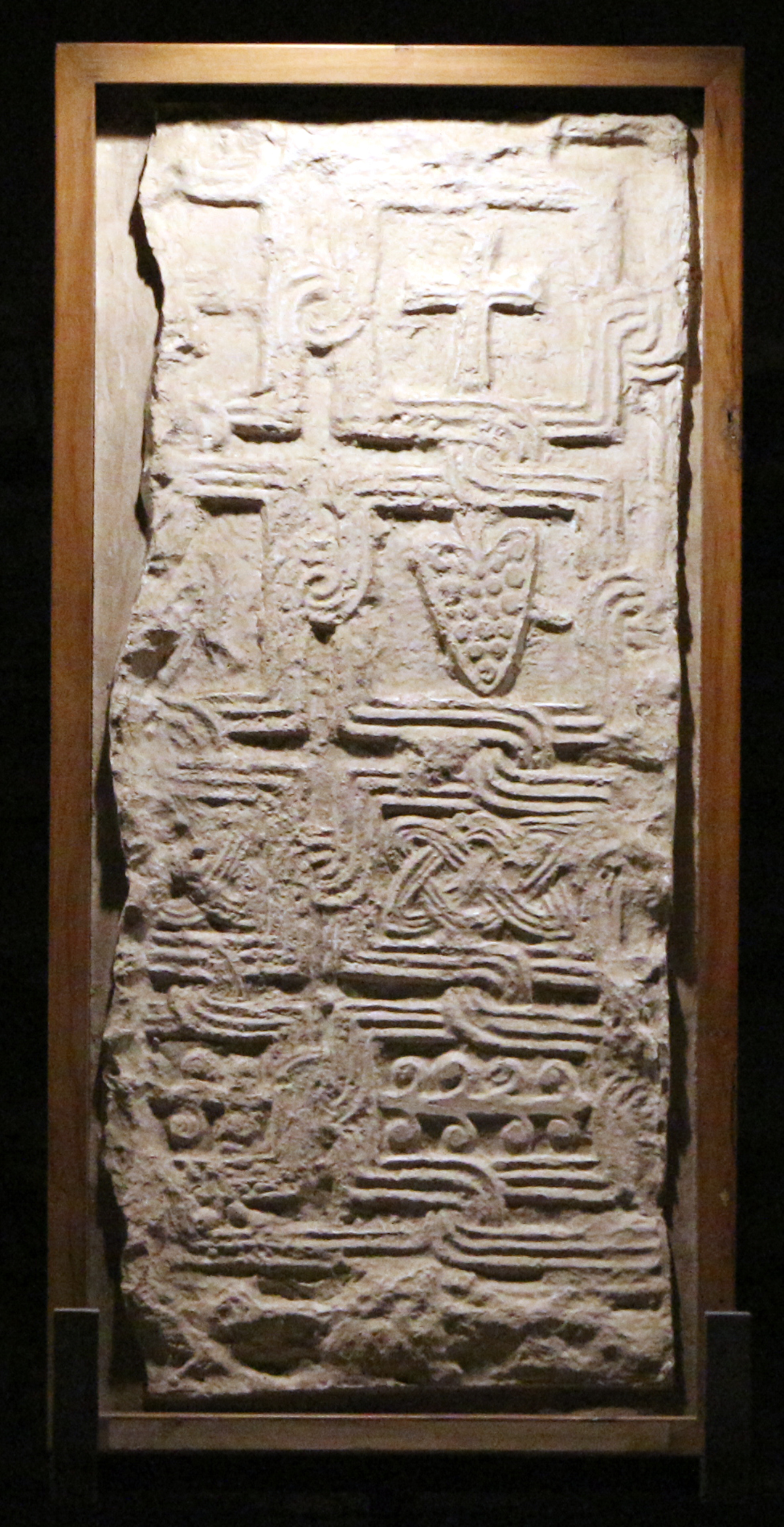
Bajo relieve de Santa Reparata.

A partir de las fechas que existen en la valoración de los materiales que se encuentran una hipótesis puede formularse hasta la fecha el mosaico entre el siglo IV y el VI. Todavía es necesario verificar esta hipótesis con una valuación del punto histórico en el tiempo. Existe la opinión errónea, en lugar difuso que Florencia estaba entrando en un período de gran decadencia a finales del siglo IV, hasta el punto de que la actividad de construcción no podía mantenerse al construir Santa Reparata o el baptisterio. De acuerdo con esta opinión errónea tanto no pudo haber sido construido antes del siglo VI o VII. El baptisterio se considera de la época lombarda, ya que se dedicó al Bautista. Sin embargo, la existencia de tal decadencia ha sido cuestionada, ya que en 366 Florencia fue la capital de un vasto territorio histórico y unido Toscana y Umbría, debido a la reforma administrativa por Diocleciano y hasta 315, que tiene sido la sede de un obispo.
La ciudad era de todos modos una importancia primordial y el poder central desde luego no la descuidamos, también por su posición estratégica en un punto en el Via Cassia cruzaron el río Arno sinuoso camino a Roma. Lognes Pegna dijo que debido a que durante la mitad del siglo IV, la gente rica de Florencia prefirió abandonar Florencia para defenderse de una autoridad fiscal demasiado codicioso y evadir impuestos de los oficiales administrativos que asumieron la responsabilidad personal de recaudar impuestos. Así que los ricos terratenientes abandonaron sus casas y se retiró al país. Estas casas terminado en esa fecha como ruinas.
Villas como la que se encuentra debajo de la pila bautismal, de acuerdo con Lopes Pegna, fueron probablemente ocupadas por plebeyos, pequeños artesanos o comerciantes. Además, este mismo edificio, en el momento del ataque de los ostrogodos, estaba protegido por la Porta anuncio aquilonem, y debe de haber estado en una posición especialmente expuesta a diversos ataques y devastaciones de los bárbaros, que se lanzaron contra la puerta del norte en agosto de 405 o 406. A este respecto, los objetos Busignani que no se pueden entender por qué el ataque de los ostrogodos debe se han concentrado en este punto en la puerta del norte.
Se sabe que las tropas de los ostrogodos fueron divididos en tres partes, de las cuales dos estaban acampando en las colinas de Fiesole, mientras que la tercera ala atacó Florencia sitiada por todos lados.
Con respecto a las paredes de los romanos en el lado norte, desde las excavaciones de 1971 a 1972, se ha aclarado que la zona de la pared que se encuentra entre el Porta da aquilonem y en la zona de Santa María del Fiore ya estaba en la época imperial. Este descubrimiento explica que la ciudad tuvo que ser enriquecido aún más, lo que se hizo en la segunda mitad del siglo IV, cuando los atacantes bárbaros comenzaron a asustar realmente Florencia. Esto debe haber sido la situación de la ciudad, cuando Ambrosio, obispo de Milán, llegó a Florencia en el año 393 y fundó la basílica de San Lorenzo, fuera de la puerta de la ciudad ad aquilonem, pero todavía protegidos en cierta manera.
La victoria sobre Radagaiso debe haber dado un impulso vital Florencia nuevo y cristianización fue estimulada cuando Ambrose anunció la victoria sobre los bárbaros. Todo lo que hay que tener en cuenta cuando en los años posteriores a la victoria se produjo un nuevo impulso en la construcción de edificios religiosos. Según Busignani, la nueva basílica y el baptisterio grand delante de él debe haber sido construido en un esfuerzo conjunto dentro de un programa de un rango que requiere estructuras eficaces dentro de la ciudad.
La tregua duró cerca de un siglo y medio, hasta que la guerra greco-gótica (según el volumen Davidsohn 1, p. 81). Los edificios de la ciudad no sufrió daños en esta nueva guerra, cuando el enfrentamiento armado tuvo lugar en Mugello, cerca de Scarperia.
Es cierto que a partir de la mitad del siglo, citado supra, entre los años de Estilicón y Radagaiso y los años de Justiniano y Totila, hubo un empobrecimiento progresivo e importante de la población de Florencia, así como en toda Italia. Este empobrecimiento, que se inició después de la caída del poder de Radagaiso, confirmó la datación prematuro de la basílica y el baptisterio. Según Busignani el baptisterio es tan atípico en su estructura arquitectónica que no podía explicarse si no en la cercanía ajustado a arquitectura clásica romana y porque la basílica tenía que ser, de acuerdo a la lógica, antes de la construcción de la baptesimal iglesia, una datación de acuerdo con la victoria de 405 a 406 se hizo necesaria.

## Primera reconstrucción después de la guerra gótica
La guerra gótica terminó en el 554. Este período de larga guerra redujo la villa de Florencia a un estado miserable. En el marco del lombardos Florencia perdió su supremacía sobre Tuscia en favor de Lucca, mientras que el enemigo histórico de Fiesole también tomó el poder. La tradición cuenta que Florencia fue reconstruida por Carlomagno, incluso llegando a hablar de un renacimiento (de hecho fue celebrado como tal en el momento). Esto hace que sea bastante lógico localizar la primera reconstrucción de Santa Reparata en esta época de renacimiento para Florencia.
Las excavaciones han arrojado luz acerca de la nueva basílica construida sobre la antigua iglesia paleo-cristiana. Sus características son muy diferentes aunque las paredes del perímetro seguían siendo las mismas, es decir, fueron en parte reconstruidas sobre los antiguos muros.
Los cambios que se llevaron a cabo fueron los siguientes:
- En lugar de los 14 pares de columnas se construyeron siete pares de pilastras.
- Se realizaron dos capillas, una a cada lado del ábside, que sumándose a las pilastras aumentaron la sensación de una nave de crucero.
- Las excavaciones realizadas revelaron la creación de una cripta en este período.

Tras los cambios estructurales de la época carolingia-otoniana (del VIII al siglo IX), la nueva Santa Reparata representó la creación de un nuevo tipo en la arquitectura, mediante un espacio que anteriormente no había sido definido en iglesias paleo-cristianas con una estructura muy similar a la de un transepto. En cuanto a la cripta realizada en la basílica durante este periodo, fue un elemento cuyo uso se extendió en la época carolingia. Generalmente, tenía relación con el culto a los mártires y a los santos que con frecuencia eran colocados en el interior de las iglesias. Prácticamente todos los estudiosos coinciden al decir que los huesos de San Zanobus fueron trasladados en este momento. Junto con ellos, también es probable que se moviese la silla del obispo de San Lorenzo a Santa Reparata. Sin embargo, es imposible saber si el traslado fue durante la época del obispo Andrew (869 a 890), como algunos afirman. 
Está documentado que Andrew dedicó el altar a Santa Reparata, lo que confirmaría la cronología carolingia de la segunda reconstrucción de la basílica. Andrew fue una personalidad importante para el renacimiento florentino bajo los sucesores de Carlomagno, dado que en 871 fue un enviado de Luis II (Davidsohn volumen 1 p 131) y, como tal, sentado en sentencia junto con Adalberto, marqués de la Toscana; cuatro años después, en 875, obtuvo inmunidad para el territorio de su diócesis del emperador Carlos el Calvo, y en el año 876 se encontraba en Pavía entre los 18 obispos que eligieron al mismo Carlos II el Calvo Rey de Italia.

## Siglo IX o X: suma de las dos torres
Probablemente, en el siglo IX, después de la reconstrucción (o más bien, pero de acuerdo a Busigani menos probable, en el siglo X) había dos torres o campaniles al lado del ábside de Santa Reparata, de los cuales las excavaciones han descubierto los cimientos masivos. Es probable que las torres tenía funciones defensivas, porque en el siglo X hubo frecuentes invasiones en nombre de la magiares en la Toscana. En el norte de Italia, el uso de las dos torres en los flancos del ábside se encuentra solamente en el final del siglo X, en Francia, Suiza y Alemania se documenta hasta el primer cuarto del siglo XI y estos son los ejemplos de la constructores sacó de.

## Adiciones a la vista del Concilio de Florencia
El 4 de junio 1055 papa Víctor II abrió el primer concilio de Florencia, donde 120 obispos y el emperador Enrique III se unieron, se inauguró en Santa Reparata. Gérard de Bourgogne (fallecido en 1061) había sido el obispo de Florencia durante 10 años, y se convirtió en Papa con el nombre de Nicolas II sin dejar su silla en Florencia. La ciudad sufrió varios cambios bruscos de estado de la segunda mitad de la década sexta del siglo IX: Florence pasó de città della marca (centro provincial) a città dell'Impero ("ciudad imperial" ) y luego de vuelta a città della marca (Volumen 1, Davidsohn p. 231).
Parece que, en opinión del Consejo de 1055, varias actividades Werde realizar:
- La ampliación de la cripta
- La adición de dos ábsides a los lados de la ápside mayor
- La construcción de una galería, de cuyos cimientos se encontraron los cimientos de ocho pilastras o columnas, a unos 13 m fuera de la fachada de Santa María del Fiore.

En cualquier caso, ya que está documentado que papa Nicolás II, quien estuvo presente en su florentino diócesis desde noviembre de 1059, consagrado a las iglesias que fueron reconstruidos a Santa Felicita y de San Lorenzo, no tenemos ningún documento relativo a la consagración de Santa Reparata por el Papa o un obispo. Por lo que se refiere al baptisterio sin embargo, hay una inscripción en un panel en el siglo XVII o XVIII, en el que se informa que se consagró a San Giovanni 6 de noviembre de 1055. Pero si las adiciones fueron hechas ante el Consejo, parece probable que Nicolás II había consagrado Santa Reparata cuando todavía era obispo. Los ábsides son de la Edad románica debido a la forma en que se construyen en relación con los fundamentos de las dos torres, especialmente el sur, hace que sea probable que éstas fueron derribadas en esta ocasión. La cripta también se amplió en la época románica, el techo fue realizado por columnas y sus dimensiones fueron ampliadas hasta la entrada de las dos capillas a los lados, donde dos escaleras conducen a la presbiterio.
En cuanto a la arcada se refiere, poco se sabe de ella desde el descubrimiento de las bases de las columnas. Aun así, con el añadido de arcade, el espacio entre el Baptisterio y Santa Reparata se reduce a unos 17 o 18 metros. Las dos columnas de pórfido, se colocaron originalmente a las 6 metros de distancia de la puerta oriental de la memoria de la ocupación de la Baleares en 1115 y permaneció allí hasta 1333.
Es probable que la fachada de Santa Reparata fue decorado con mármol polychromous al igual que el Baptisterio. Pero, como dice Villani, Santa Reparata en un momento dado tuvo que parecer tosco y demasiado pequeño para las nuevas ambiciones de Florencia en el siglo XIII, tanto es así que en 1293 se decidió reconstruir el edificio.
El 8 de septiembre 1296 la piedra angular fue puesta a la nueva catedral, pero el pueblo de Florencia continuó honrando Santa Reparata tanto es así, que a mediados del siglo XIII, el ábside poco en el lado derecho era equipado con un fresco con una pietà. En ese momento, las obras antiguas en el nivel de 1,05 metros sobre el nivel del suelo romano estaban cubiertos por 85 cm de tierra, encima de la cual se colocó el pavimento de adoquines de 1,90 metros sobre el nivel del suelo romano, y 80 cm sobre el suelo de mármol de Santa María del Fiore.